# Жарова, Елизавета Михайловна
Елизаве́та Миха́йловна Жа́рова (род. 3 апреля 1953, Москва) — советский и российский художник-постановщик.

## Биография[1][2]
Родилась 3 апреля 1953 в Москве в семье артиста Михаила Ивановича Жарова.
Окончила Московскую среднюю художественную школу.
В 1971-1977 годах училась на Художественном факультете Всероссийского государственного института кинематографии имени С. А. Герасимова.
С 1979 является художником-постановщиком рисованных анимационных фильмов киностудии «Союзмультфильм».
Работала с такими режиссёрами как Леонид Л. Каюков и Александр Р. Давыдов.

## Фильмография

### Ассистент
1. 1978 — Горный мастер
2. 1978 — На задней парте (Выпуск 1)
3. 1980 — На задней парте (Выпуск 2)

### Художник-постановщик
1. 1979 — Большая эстафета
2. 1981 — Зимовье зверей
3. 1981 — Ивашка из Дворца пионеров
4. 1982 — Весёлая карусель № 12 (Эхо)
5. 1982 — У попа была собака
6. 1983 — Под мухой
7. 1984 — Дом, который построили все
8. 1985 — Маленькие чудеса
9. 1985 — Пантелей и пугало
10. 1985 — Весёлая карусель № 16 (Чудо-дерево)
11. 1986 — Собакодром («Фитиль» № 294)
12. 1986 — Переменка № 5 (Сила слова)
13. 1987 — Как ослик грустью заболел
14. 1988 — Указчик («Фитиль» № 313)
15. 1989 — Два богатыря
16. 1990 — Весёлая карусель № 21 (Стихи с бегемотами)
17. 1992 — Весёлая карусель № 24 (Ворона)
18. 1992 — Леато и Феофан. Партия в покер / Игра в покер
19. 2000 — Весёлая карусель № 31 (Кисточка)
20. 2002 — Утро попугая Кеши
21. 2005 — Новые приключения попугая Кеши
22. 2006 — Попугай Кеша и чудовище

### Художник-мультипликатор
- 1990 — Школа изящных искусств. Возвращение

## Личная жизнь
- Отец — Михаил Иванович Жаров (1899—1981).